# La struttura dell'esistenza
La struttura dell'esistenza è un saggio filosofico di Nicola Abbagnano edito a Torino nel 1939, considerato la prima opera italiana dedicata alla filosofia dell'esistenza.
Abbagnano scrive nella prefazione: "Si può definire il carattere dominante della vita contemporanea con le parole di Karl Jaspers: wir haben die Naivität verloren (noi abbiamo perduto l'ingenuità). L'ingenuità filosofica consisterebbe oggi nel credere che il filosofare sia senza alcun effetto su ciò intorno a cui si filosofa; che l'oggetto della filosofia se ne rimanga indifferente per suo conto, mentre essa se ne va vagando di qua e di là, per ricercarlo e per osservarlo dopo averlo trovato".(...) "Ponendosi come forma dell'essere, la filosofia, in quell'atto stesso, si distingue dall'essere come problema dell'essere: come dubbio, interrogazione e ricerca. E si istituisce in quell'atto, un rapporto intimo ed essenziale tra l'essere e la domanda intorno all'essere, rapporto che è la natura vera dell'esistenza umana. Così la filosofia si sottrae all'ingenuità della sua prima fase di vita e si pone come l'attuazione e la rivelazione dell'esistenza umana nella sua natura. Essa diventa, allora, metafisica esistenziale. Ad un tal genere di metafisica intendono portare un contributo le pagine che seguono. È realizzato, in esse, il significato dell'esistenza come struttura. Il movimento che va dalla problematicità costitutiva della vita al fondamento di questa problematicità, dalla possibilità in possesso dell'uomo alla possibilità trascendentale costitutiva del possesso, è riconosciuto come il movimento che pone l'uomo nella sua finitudine e di questa libertà si rivela allora condizione suprema la morte: nella fedeltà alla morte come accettazione e riconoscimento del rischio fondamentale dell'esistenza, è il vero destino dell'uomo, la possibilità della sua costituzione autentica nella storia".
Nell'interpretazione dell'autore, per Heidegger l'esistenza è angoscia, impossibilità di staccarsi dal niente, e per Jaspers è scacco, impossibilità di raggiungere l'essere; Abbagnano invece prospetta il concetto di Esistenza come struttura: «si deve intendere per struttura la forma che costituisce come situazione finale la pura possibilità della situazione iniziale», nel senso che l'essere va in cerca della possibilità di quella stessa indeterminazione grazie a cui può cercare; questa "possibilità della possibilità" è detta "possibilità trascendentale". L'uomo può, con una scelta esistenziale, accettare la sua situazione e, realizzarsi nel trascendimento continuo di sé verso l'essere; oppure, inautenticamente, cadere nella "dispersione banalizzante". La forma della realizzazione autentica è la coesistenza, in cui «l'io e il tu si costituiscono simultaneamente».
Di recente è uscita la traduzione francese del testo, con una Prefazione di Giovanni Fornero dove si afferma che «La struttura dell'esistenza è il capolavoro dell'esistenzialismo italiano e, nonostante la sua limitata diffusione all'estero, rappresenta un'opera degna di stare accanto a grandi testi dell'esistenzialismo europeo come Essere e Tempo di Heidegger, Filosofia di Jaspers e L'essere e il nulla di Sartre».